# 엘더 스크롤: 아레나
엘더 스크롤: 아레나(The Elder Scrolls: Arena)는 베데스다 소프트웍스가 개발하고 배급한 액션 롤플레잉 비디오 게임이다. 엘더 스크롤 시리즈의 첫 게임으로, 1994년 3월 25일 MS-DOS용으로 출시되었다. 후속작처럼 아레나의 배경은 Tamriel 대륙이며 6명의 플레이어가 등장한다.
2004년, 이 게임의 다운로드 가능한 버전이 시리즈 10주년을 기념하여 무료로 배포되었다.

## 평가
| 평론 점수                | 평론 점수   |
| 평론사                   | 점수        |
| ------------------------ | ----------- |
| PC 게이머 (US)           | 88%         |
| Electronic Entertainment | 8 out of 10 |

| 수상                  | 수상                          |
| 평론사                | 수상                          |
| --------------------- | ----------------------------- |
| Computer Gaming World | Role-Playing Game of the Year |